# 爱因斯坦-波多尔斯基-罗森佯谬

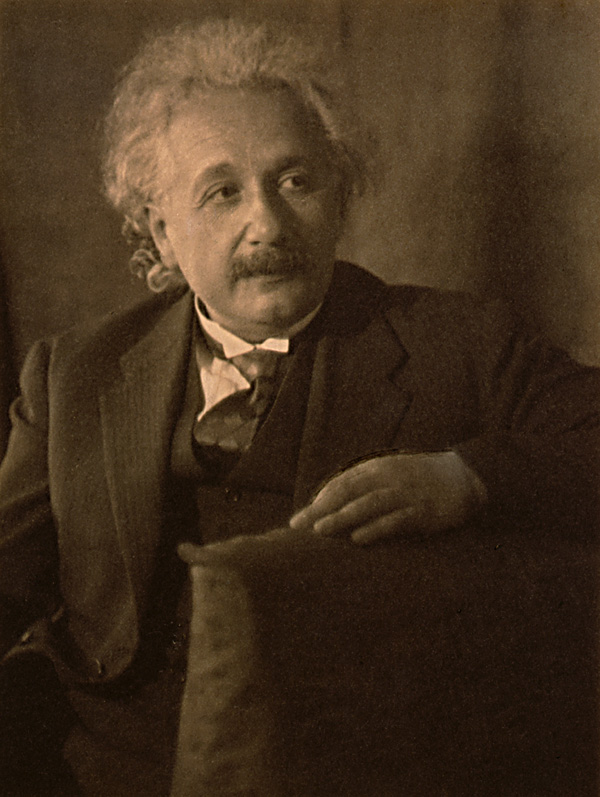
阿爾伯特·愛因斯坦

愛因斯坦-波多爾斯基-羅森弔詭（英語：Einstein-Podolsky-Rosen paradox），簡稱「愛波羅弔詭」、「EPR弔詭」是阿爾伯特·愛因斯坦、鮑里斯·波多爾斯基和納森·羅森在1935年發表的一篇論文中，以弔詭的形式針對量子力学的哥本哈根詮釋而提出的早期重要批評。
在這篇題為《能認為量子力學對物理實在的描述是完全的嗎？》（英語：Can Quantum-Mechanical Description of Physical Reality Be Considered Complete?，下稱「EPR論文」）的論文中，他們設計出一個思想實驗，稱為「EPR思想實驗」。藉著檢驗兩個量子糾纏粒子所呈現出的關聯性物理行為，EPR思想實驗凸顯出定域實在論與量子力學完備性之間的矛盾，因此，這論述被稱為「EPR弔詭」。:第I段
EPR論文並沒有質疑量子力學的正確性，它質疑的是量子力學的不完備性。EPR論文是建立於貌似合理的假設──定域論與實在論，合稱為定域實在論。定域論只允許在某區域發生的事件以不超過光速的傳遞方式影響其它區域。實在論主張，做實驗觀測到的現象是出自於某種物理實在，而這物理實在與觀測的動作無關。換句話說，定域論不允許鬼魅般的超距作用，實在論堅持，即使無人賞月，月亮依舊存在。將定域論與實在論合併在一起，定域實在論闡明，在某區域發生的事件不能立即影響在其它區域的物理實在，傳遞影響的速度必須被納入考量。:46-47在學術界裏，這些假設引起強烈的爭論，特別是在兩位諾貝爾物理學獎得主愛因斯坦與尼爾斯·玻爾之間。:308-312
EPR論文表明，假若定域實在論成立，則可以推導出量子力學的不完備性。在那時期，很多物理學者都支持定域實在論，但是，定域實在論這假設到底能否站得住腳還是一個待查的問題。:第I段1964年，物理學者約翰·貝爾提出貝爾定理表明，定域實在論與量子力學的預測不相符。專門檢驗貝爾定理所獲得的實驗結果，證實與量子力學的預測相符合，因此定域實在論不成立。

## 理論概述
根據量子力學的不確定性原理，對於微觀粒子做測量實驗，粒子的位置與動量不可同時被確定；假若越準確地知道粒子位置，則越不準確地知道粒子動量；反之亦然。愛因斯坦因此提問，不論有沒有對於粒子做測量試驗，粒子是否具有明確的位置？對於這問題，量子力學的哥本哈根詮釋表明，在測量之前，粒子的位置不具任何意義。EPR論文嘗試證明，粒子具有物理實在的要素，例如位置，因此量子力學不完備，量子力學無法在測量之前，明確預測粒子的位置。:305
EPR論文採用可觀察量動量與位置來表述EPR弔詭，玻姆採用的可觀察量是自旋，另外可以使用的可觀察量有很多種。做實驗體現EPR案例，時常會使用光子偏振，因為很容易就可製備與測量光子的偏振。:第II段

### EPR論文
EPR論文表示，任何成功的物理理論必須滿足以下兩個條件：:304:583-585
1. 物理理論必須正確無誤。
2. 物理理論必須給出完備的描述。

對於第一個條件，物理理論到底是否正確無誤，決定於物理理論預測符合實驗檢驗結果的程度。在這方面，EPR論文並沒有給出任何評估，但至今為止，量子力學的預測與所有實驗檢驗結果之間，並沒有甚麼明顯的差別。量子力學似乎正確無誤。:304EPR論文主要聚焦於第二個條件，物理理論的完備性。對於這論題，EPR論文首先給出兩個嚴格定義：
1. 完備性：物理實在的每個要素都必須在物理理論裏有其對應部分。換句話說，一個完備的物理理論必須能夠正確描述物理實在的每個要素。
2. 物理實在：若在對於系統不造成任何攪擾的狀況下，可以準確地預測（即，以等於1的概率）某物理量的數值，則對應於這物理量存在物理實在的要素。

EPR論文接著描述，先前相互作用的兩個粒子，在分離之後的物理性質。假設兩個粒子A、B在原點位置相互作用之後，以相反方向移動分離。根據不確定性原理，由於位置算符與動量算符不對易，無法同時確定粒子B的位置與動量；位置越確定則動量越不確定，反之亦然。假設準確測量出粒子A的位置 {\displaystyle x_{A}} ，則由於粒子A與粒子B之間相隔很遠，測量粒子A不會攪擾到粒子B，粒子B的位置可以準確地預測為 {\displaystyle x_{B}=-x_{A}} （概率為1），因此，按照實在性判據，對於測量粒子B的位置，必定存在物理實在的要素 {\displaystyle \rho _{x}} 。在這裏，作者假設測量粒子A這動作遵守定域論，另外，由於存在物理實在的要素 {\displaystyle \rho _{x}} ，遵守實在論，粒子B的位置可以被預測。類似地，假設準確測量出粒子A的動量，則由於測量粒子A不會攪擾到粒子B，粒子B的動量可以準確地預測為 {\displaystyle p_{B}=-p_{A}} （概率為1），因此，按照實在性判據，對於測量粒子B的動量，必定存在物理實在的要素 {\displaystyle \rho _{p}} 。
EPR論文推論出 {\displaystyle \rho _{x}} 、{\displaystyle \rho _{p}} 都是物理實在的要素，都能夠分別預先決定粒子B的準確位置 {\displaystyle x_{B}} 、準確動量 {\displaystyle p_{B}} 。但是，這違背了量子力學的不確定性原理，因為位置算符與動量算符不對易，無法同時確定粒子B的位置與動量。因此，對於位置和動量，量子力學無法給出對應的理論要素。EPR論文斷言，量子力學對於物理實在的描述並不完備。EPR論文總結：
我們已指明波函數不能對於物理實在給出完備性描述，在這同時，我們暫且擱置關於這描述是否存在的問題，然而我們相信，這種完備性的理論可能存在。
定域論與實在論，綜合為定域實在論。EPR作者藉著EPR思想實驗來指出定域實在論與量子力學完備性之間的矛盾，這論述就是所謂的「EPR弔詭」。:第II_A段

### 爱因斯坦自己的论证
爱因斯坦在自己的出版物和信件中表示，他对 EPR 论文并不满意，并且认为该论文的大部分内容是波多尔斯基撰写的。后来他又用不同的论据坚持认为量子力学是一个不完备的理论。 :83ff他明确地淡化了 EPR 将“现实元素”归因于粒子 B 的位置和动量的说法，并表示“我根本不在乎”粒子 B 的结果状态是否允许人们确定地预测其位置和动量。 
对爱因斯坦而言，该论证的关键在于非定域性的证明，即对粒子A进行位置或动量的测量，都会导致粒子B产生两种不同的量子态。他认为，由于定域性，粒子B的真实状态不可能依赖于对粒子A进行何种测量，因此量子态不可能与真实状态一一对应。 爱因斯坦终其一生都在努力寻找一种能够更好地符合他的局域性思想的理论，但没有成功。
愛因斯坦後來在1949年發表論文對於這弔詭重新加以表述。總結其內容，「EPR定理」表明，下述兩項論述不相符合:第2.1段：
1. 量子態對於單獨系統給出完備與詳盡的描述。
2. 兩個空間相隔的物體各自有各自獨立的物理實在，即定域實在論。

在這兩項論述之中，只能選擇贊同一項，或都不贊同。愛因斯坦選擇第二項，波耳則選擇第一項。

### 玻姆版本

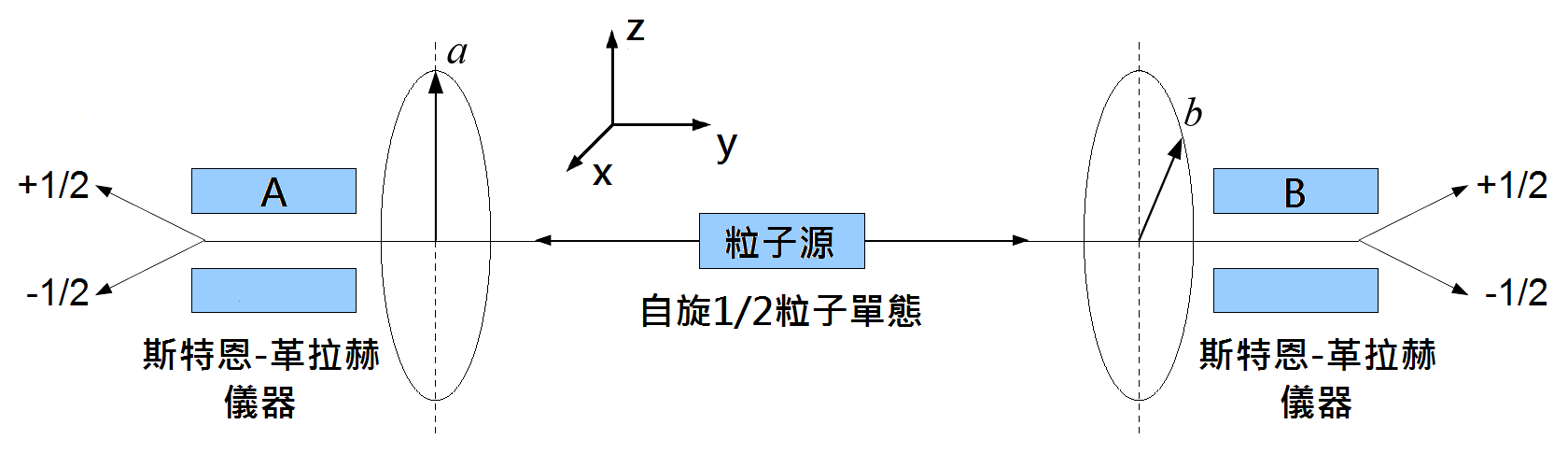
玻姆版本的EPR思想實驗。

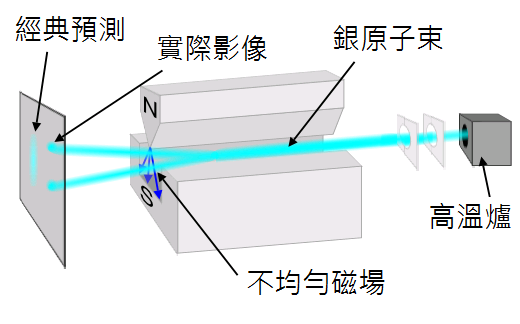
使用施特恩-格拉赫儀器，可以很容易的測量出粒子沿著磁場軸的自旋。

1951年，戴維·玻姆提出了EPR弔詭的另一種版本，又稱為「EPRB弔詭」。這個版本測量粒子的離散自旋沿著某特定軸的分量，不需要測量位置與動量這兩個連續變量。使用施特恩-格拉赫儀器，可以很容易的測量出粒子的自旋沿著磁場軸的分量。:614ff
假設一個零自旋中性π介子衰變成一個電子與一個正電子。:421-422這兩個衰變產物各自朝著相反方向移動。電子移動到區域A，在那裏的觀察者「愛麗絲」會觀測電子自旋沿著某特定軸的分量；正電子移動到區域B，在那裏的觀察者「鮑勃」也會觀測到正電子的相關性質。這兩個糾纏粒子共同形成了零自旋單態 {\displaystyle \left|\psi \right\rangle } ，是兩個直積態的疊加，以狄拉克標記表示為
{\displaystyle \left|\psi \right\rangle ={\frac {1}{\sqrt {2}}}{\bigg (}\left|+z\right\rangle \otimes \left|-z\right\rangle -\left|-z\right\rangle \otimes \left|+z\right\rangle {\bigg )}} 。
在圓括弧內，稱第一個項目 {\displaystyle \left|+z\right\rangle \otimes \left|-z\right\rangle } 為直積態 I，是兩個量子態 {\displaystyle \left|+z\right\rangle } 、 {\displaystyle \left|-z\right\rangle } 的張量乘積，第二個項目 {\displaystyle \left|-z\right\rangle \otimes \left|+z\right\rangle } 為直積態 II ，是兩個量子態 {\displaystyle \left|-z\right\rangle } 、 {\displaystyle \left|+z\right\rangle } 的張量乘積。在直積態 I 裏，量子態為 {\displaystyle \left|+z\right\rangle } 的電子，其自旋的z軸分量 {\displaystyle S_{z}} 為正值；量子態為 {\displaystyle \left|-z\right\rangle } 的正電子，其 {\displaystyle S_{z}} 為負值。在直積態 II 裏，量子態為 {\displaystyle \left|-z\right\rangle } 的電子，其 {\displaystyle S_{z}} 為負值；量子態為 {\displaystyle \left|+z\right\rangle } 的正電子，其 {\displaystyle S_{z}} 為正值。但假若不做測量，則無法知道這兩個粒子中任何一個粒子的 {\displaystyle S_{z}} ；根據哥本哈根詮釋，這變量根本不存在。:305
這單態具有旋轉不變性，對於任意取向參考軸，它保持同樣的性質。例如，選擇任意u軸為參考軸，則這單態可以表示為:318
{\displaystyle \left|\psi \right\rangle ={\frac {1}{\sqrt {2}}}{\bigg (}\left|+u\right\rangle \otimes \left|-u\right\rangle -\left|-u\right\rangle \otimes \left|+u\right\rangle {\bigg )}} 。
這單態的兩個粒子相互反關聯，測量自旋延著u軸的分量 {\displaystyle S_{u}} ，假若電子的 {\displaystyle S_{u}} 為正值，則正電子的 {\displaystyle S_{u}} 為負值，假若電子的 {\displaystyle S_{u}} 為負值，則正電子的 {\displaystyle S_{u}} 為正值。量子力學不能預測到底是哪一組數值，但是量子力學可以預測，獲得任何一組數值的概率。:421-422
設想愛麗絲測量電子的 {\displaystyle S_{z}} ，她可能會得到兩種結果：正值 或負值，假若她得到正值，則根據量子力學的哥本哈根詮釋，單態塌縮為量子態 I ，隨後，若鮑勃測量正電子的 {\displaystyle S_{z}} ，他會得到負值；類似地，假若愛麗絲得到負值，則單態塌縮為量子態 II ，隨後鮑勃會得到正值。因此，通過測量電子的 {\displaystyle S_{z}} ，愛麗絲可以準確地預測正電子的 {\displaystyle S_{z}} ，並且完全不會攪擾到正電子。按照實在性判據，對於測量正電子的 {\displaystyle S_{z}} ，必定存在物理實在的要素 {\displaystyle \Omega _{z}} 。
當然，選擇z軸並沒有任何特別意義，自旋單態也可以表示為以x軸為參考軸的兩個直積態的疊加態：
{\displaystyle \left|\psi \right\rangle ={\frac {1}{\sqrt {2}}}{\bigg (}\left|+x\right\rangle \otimes \left|-x\right\rangle -\left|-x\right\rangle \otimes \left|+x\right\rangle {\bigg )}} 。
測量電子自旋的x軸分量 {\displaystyle S_{x}} ，若愛麗絲得到正值，則隨後鮑勃會測得正電子的 {\displaystyle S_{x}} 為負值；若愛麗絲得到負值，則隨後鮑勃會得到正值；因此，通過測量電子的 {\displaystyle S_{x}} ，愛麗絲可以準確地預測正電子的 {\displaystyle S_{x}} ，並且完全不會攪擾到正電子。按照實在性判據，對於測量正電子的 {\displaystyle S_{x}} ，必定存在物理實在的要素 {\displaystyle \Omega _{x}} 。
{\displaystyle \Omega _{z}} 、{\displaystyle \Omega _{x}} 都是物理實在的要素，都能夠分別預先決定正電子的 {\displaystyle S_{z}} 、{\displaystyle S_{x}} 。但是，這違背了量子力學的不確定性原理，因為 {\displaystyle S_{z}} 、{\displaystyle S_{x}} 不對易，無法同時確定正電子的 {\displaystyle S_{z}} 、{\displaystyle S_{x}} ，因此，對於 {\displaystyle S_{z}} 、{\displaystyle S_{x}} ，量子力學無法給出對應的理論要素，所以，EPR論文斷言，量子力學對於物理實在的描述並不完備。:第2段

## 理論分析
EPR思想實驗主要是建立於兩個基本假設：:46-47
1. 假設實在論成立。
2. 假設定域性原理正確無誤。

EPR思想實驗使用實在論來表明物理實在的概念，然後，嘗試論述與發展這概念，意圖找出這概念內含的更深層意義。EPR思想實驗又利用定域性原理來明顯展示出實驗測量對於物理實在所產生的影響，從而推導出這思想實驗想要表達的結論。

### 定域性原理
定域性原理表明，物體只能直接地被毗連區域發生的事件所影響，遙遠區域發生的事件不能以某種超過光速的傳遞方式間接地影響此物體。初看之下，這句話似乎很合理，因為它似乎是狹義相對論的後果。根據狹義相對論，信息傳播的速度絕不會比光速更快，否則會違背因果性，也就是說，在某種參考系可以觀測到信息以逆時間方向傳播，後果會早於前因發生。任何理論，假若違背了因果性，則會造成邏輯弔詭，因此，這理論無法成立。:第II段:427-428
經過多次論證，物理學者發現，量子力學理論違背了定域性原理，例如，波函數塌縮或全同粒子對稱化都是非定域性行為。檢試貝爾定理的實驗也證實量子糾纏違背了定域性原理，但量子力學理論並沒有違背因果性。:第II段:427-428
假設愛麗斯選定u軸的取向，當測量電子的 {\displaystyle S_{u}} 時，波函數會塌縮為對應於u軸的兩個直積態 {\displaystyle \left|+u\right\rangle \otimes \left|-u\right\rangle } 或 {\displaystyle \left|-u\right\rangle \otimes \left|+u\right\rangle } 中的一個直積態，正電子的量子態也會約化為對應於u軸的本徵態 {\displaystyle \left|+u\right\rangle } 或 {\displaystyle \left|-u\right\rangle } 。假若鮑勃測得正電子的量子態，就可以知道u軸的取向。在這裡，通過傳播測量參數u軸的取向，而不是通過傳播測量的結果，實現了超光速傳播信息，違背因果性。u軸的取向是測量參數，可以由測量者選定，可以利用為信息；測量的結果具有隨機性，不能利用為信息。:341-344
但是，愛麗斯不可能藉著操縱她的測量軸來傳播信息給鮑勃。不論她的測量軸為何，她獲得正值的概率為ㄧ半，獲得負值的概率為ㄧ半，這是完全隨機的結果。在區域B，鮑勃只能做一次測量，這是因為不可克隆原理不允許將移動到區域B的正電子加以複製為成千上萬個正電子，然後測量其中每一個正電子的自旋，再分析獲得的統計分佈結果。這樣，對於鮑勃所能夠做的一次測量，獲得正值的概率為50%，獲得負值的概率為50%，不論他的測量軸是否與愛麗斯相同。因此，鮑勃無法測得正電子的量子態，他無法從他的測量結果得知艾麗絲的測量軸方向。:341-344
既然量子力學的描述並沒有違背因果性，是否可以放鬆定域性原理的條件，將信息傳遞的速度限制為低於光速的某有限速度？在EPRB思想實驗裏，假設愛麗絲測量電子的 {\displaystyle S_{z}} ，則根據量子力學的哥本哈根詮釋，單態 {\displaystyle \left|\psi \right\rangle } 會以有限速度塌縮為量子態 I 或量子態 II 。假設在塌縮抵達區域B之前，測量正電子的 {\displaystyle S_{z}} ，則獲得正值的概率為50%，獲得負值的概率為50%，而在塌縮抵達區域B之後，正電子與電子的 {\displaystyle S_{z}} 分別呈相反值，因此，在塌縮抵達區域B之前，兩個粒子的 {\displaystyle S_{z}} 分別呈相同值的概率為50%，這違背了角動量守恆定律，所以，量子態不能以有限速度塌縮，而是在瞬時之間完成塌縮。:421-422
定域性原理對於物理直覺相當具有吸引力，是狹義相對論的基礎，EPR作者不願意輕易將它丟棄。愛因斯坦甚至將非定域性量子行為嘲諷為「鬼魅般的超距作用」，這是他不能相信量子力學的主要原因之一，他認為物理理論不應該存在任何鬼魅般的超距作用。換一個角度來看，量子力學的非定域性行為意謂著，在某種狀況下，狹義相對論可能需要修正；按照量子力學，量子糾纏是比時空更為基本的概念。再換另一個角度來看，根據狹義相對論，信息傳遞速度不能超過光速，但是，根據洛伦兹相對論，光速並不是上限，信息傳遞速度可以超過光速。而在速度低於光速的狀況，狹義相對論與洛伦兹相對論會給出同樣的物理。約翰·貝爾就曾隱約的提到這點子。洛伦兹相對論意味著乙太的存在，然而，乙太的存在尚待證實。

### 實在論
實在論表明，做實驗觀測到的現象是出自於某種物理實在，而這物理實在與觀測無關。假設做施特恩-格拉赫實驗測量一個自旋1/2粒子的 {\displaystyle S_{z}} ，獲得結果為 {\displaystyle +\hbar /2} ，請問在測量之前短暫片刻內，粒子的 {\displaystyle S_{z}} 為何？實在派會說，答案是 {\displaystyle +\hbar /2} 。假若這答案正確，則可推斷，量子力學並不完備，因為量子力學無法給出這答案，雖然量子力學給出的答案都非常正確。實在派進一步猜測，是否有甚麼尚未發現的隱變量可以給出量子力學所不能給出的結果，促使量子力學變得完備無缺？:3-4
愛因斯坦不贊同量子力學的統計性質，他認為，物理學者應該能夠給出一個實在模型來直接描述事件本身，而不是它們發生的概率。:460愛因斯坦與量子力學的真正分歧點不是決定論，而是實在論。他否認曾經使用決定論來判斷一個理論正確與否。:350-355:10不論是否被觀測，物體都具有其特定性質。他曾經對亞伯拉罕·派斯提出一個耐人尋味的問題：「月亮是否依舊存在，即使無人賞月？」
另外一派包括尼爾斯·玻爾在內的物理學者認為，在測量這粒子的 {\displaystyle S_{z}} 之前，這變量並不存在。這些物理學者屬於「正統派」，或「哥本哈根學派」。他們持有的「正統派」觀點是哥本哈根詮釋的一部分。按照這觀點，物理性質的客觀實在與觀測有關，不被觀測的物體不具有物理性質。玻爾聲明，「沒有量子世界，只有抽象量子力學描述。我們不應該以為物理學的工作是發現大自然的本質。物理只涉及我們怎樣描述大自然」:31:第1段帕斯庫爾·約當強調，「觀測不只攪擾了被測量的性質，它們造成了這性質......我們自己造成了測量的結果。」大多數量子學者都持有這觀點，雖然這觀點也給予測量動作異常奇怪的功能。:3-4

### 定域實在論
將定域性原理與實在論綜合在一起，定域實在論表明，微觀粒子具有可測量、良好定義的物理實在，不會被在遙遠區域發生的事件以超光速速度影響。在EPR弔詭裏，按照定域性原理，測量電子在區域A的 {\displaystyle S_{z}} ，不會影響正電子在區域B的 {\displaystyle S_{z}} ，若將之後正電子數據 與電子數據相比，兩者所獲得的結果恰恰相反，若知道電子的 {\displaystyle S_{z}} ，就可以預測正電子的 {\displaystyle S_{z}} ，因此，在測量電子的 {\displaystyle S_{z}} 之前，正電子B就已擁有具體的 {\displaystyle S_{z}} ，即實在論必須被遵守，但是，量子力學對於這結果並沒有給出任何相關論述，所以，量子力學並不完備。
玻爾不贊同EPR思想實驗的結論，他所反對的不是其推論，而是其假設──定域實在論。:49玻爾認為，實在性判據的「對於系統不造成任何攪擾的狀況」這句話的語意含混不清。玻爾承認，在愛麗絲測量電子時，鮑勃的正電子並沒有遭受到任何「機械性攪擾」，但是，愛麗絲測量電子這動作著實影響了某些條件，而這些條件恰巧地設定了對於鮑勃的正電子未來行為可以做哪些預測。由於愛麗絲在區域A測量電子的位置這動作，她可以預測在區域B正電子的位置，但她不能藉著這測量動作預測正電子的動量；同樣地，由於愛麗絲在區域A測量電子的動量這動作，她可以預測在區域B正電子的動量，但她也不能藉著這測量動作預測正電子的位置。問題是，怎麼可能同時存在位置與動量的實在要素？從此可推斷，EPR弔詭的假設──定域實在論──不成立。:第2段:350-311
從另一種角度來看，不可分性的概念可以用來分析EPR悖論。假設一個量子系統是由幾個亞系統組成，由於量子糾纏，整體系統所具有的某種物理性質，亞系統不能私自具有，這時，不能夠對亞系統給定這種物理性質，只能對整體系統給定這種物理性質，它具有「不可分性」。這性質不一定與空間有關，處於同一區域的幾個物理系統，只要彼此之間沒有任何糾纏，則它們各自擁有應有的物理性質。物理學者艾雪·佩雷斯給出不可分性的數學定義式，可以計算出整體系統到底可分還是不可分。假設整體系統具有不可分性，並且這不可分性與空間無關，則可將它的兩個亞系統分別置放於兩個相隔遙遠的區域，凸顯出不可分性與定域性的不同──雖然它們之間分隔遙遠，仍舊不可將它們個別處理。在EPR弔詭裏，由於兩個粒子分別處於兩個相隔遙遠的區域，整體系統被認為具有可分性，但因量子糾纏，整體系統實際具有不可分性，整體系統所具有明確的自旋，它們都不具有。:52-53
定域實在論是經典力學、相對論、電磁學裏很重要的特色，但是，由於非定域量子糾纏理論，量子力學不能接受定域實在論。EPR弔詭也不能接受非定域量子糾纏理論，因為這理論可能與相對論發生衝突。

## 弔詭的解答
不論測量自旋沿著哪一個參考軸的分量，愛麗絲與鮑勃都會得到相反的結果。這只能解釋為兩個粒子以某種方式連結在一起。現列出兩種可能：:195ff
- 隱變量理論：一種可能是，在生成時，它們的自旋沿著每一個參考軸就擁有明確的分量。
- 波函數塌縮理論：另一種可能是，當測量電子的 {\displaystyle S_{u}} 時，波函數會塌縮為對應於u軸的兩個直積態 {\displaystyle \left|+u\right\rangle \otimes \left|-u\right\rangle } 或 {\displaystyle \left|-u\right\rangle \otimes \left|+u\right\rangle } 中的一個直積態，因此，正電子的 {\displaystyle S_{u}} 會被測量出相反的數值。

### 隱變量
EPR作者提議，雖然在很多實驗檢驗案例裏，量子力學都能預測出非常正確的實驗結果，實際而言，它是個不完備理論，換句話說，可能存在某種描述大自然、尚未被發現的完備理論，而量子力學扮演的是一種統計近似的角色，即量子力學是這完備理論的統計近似。與量子力學不同，這完備理論可以給出變量來對應於每一個實在要素，並且，必定有某種機制作用於這些變量，給出不相容可觀察量會觀測到的效應，即不確定性原理。這完備理論稱為隱變量理論。:334:357-358
為了說明這點子，舉一個簡單的隱變量理論案例。假設，粒子源發射出的量子零自旋單態，實際是近似描述擁有明確 {\displaystyle S_{z}} 、{\displaystyle S_{x}} 的「真實量子態」。在這些真實量子態裏，鮑勃對於正電子與愛麗斯對於電子的測量結果，其數值分別相反，除此特點以外，自旋分量完全隨機。例如，在粒子源發射出的第一對粒子裏，電子的真實量子態是 {\displaystyle (z+,x-)} 、正電子的真實量子態是 {\displaystyle (z-,x+)} ；在第二對粒子裏， 電子的真實量子態是 {\displaystyle (z-,x-)}  、正電子的真實量子態是 {\displaystyle (z+,x+)} ，像這樣模式，發射出很多對粒子。注意到，假若鮑勃測量的參考軸與愛麗斯相同，則兩者必定會測量到相反的自旋分量；另外，鮑勃會測量到正值或負值的概率分別為50%。:239-240
假設限制測量的參考軸只能為z軸與x軸，則在實驗方面不會區分出這隱變量理論與量子力學有甚麼不同。實際而言，有無限多個參考軸可以給予愛麗斯與鮑勃做測量，因此也必須有無限多個獨立的隱變量。但是，這論題並不嚴重，這是一個很簡單的隱變量理論，或許更精致的理論可以將論題補足。但是，另外還有更嚴重的挑戰面對隱變量這點子。

### 貝爾不等式
1964年，約翰·貝爾提出論文表明，對於EPR思想實驗，量子力學的預測顯著不同於定域性隱變量理論。概略而言，假若測量兩個粒子的自旋分別沿著不同軸的分量，則量子力學得到的統計關聯性結果比定域性隱變量理論得到的結果要強很多，貝爾不等式定量地給出這差別，做實驗應該可以偵測出這差別。如同EPR作者，貝爾在論文裏的導引採用了與EPR思想實驗相同的兩個假設：實在論與定域性原理。從這兩個假設，貝爾推導出重要結果──貝爾不等式，貝爾提出貝爾定理：沒有任何定域隱變量理論能夠複製所有量子力學預測。這意味著在這兩個假設之中至少有一個假設不正確。
在兩個方面，貝爾論文比EPR論文更為深入。第一、貝爾論述的是隱變量，而不僅僅是物理實在要素。第二、做實驗能夠檢試貝爾不等式，也就是說，檢試定域實在論這假說是否有瑕疵。貝爾論文只涉及了命定性隱變量理論。後來，這論文被推廣至隨機理論。物理學者還發覺，這論文所論述的並不只是隱變量，它還論述到一些並未真正執行測量的變量可能會擁有的測量結果。這種變量的存在稱為反事實確定性假設。
在貝爾論文發表之後，物理學者想出很多種實驗來檢試貝爾不等式，這些實驗一般都依賴測量光子偏振的機制。所有至今完成的實驗結果，都違背貝爾不等式，符合量子力學預測。雖然這些實驗結果並沒有證實量子力學具有完備性，貝爾定理似乎終結了定域實在論，必須違背定域論或違背實在論，或者同時違背兩者。這麼簡單與精致的理論導致出極為重要的量子力學結果，物理學者亨利·斯泰魄因此稱譽其為「意義最深遠的科學發現」。

## 量子导引
受薛定谔 1935 年对 EPR 佯谬的处理的启发， Howard M. Wiseman等人于 2007 年将此现象形式化并命名为量子导引（quantum steering）。 他们将“导引”定义为爱丽丝（Alice）对其持有的纠缠态的一部分的测量导引（steer）鲍勃所持有的那一部分的状态。也就是说，鲍勃的观察结果无法用局域隐态模型（local hidden state model）来解释，因为在该模型中，鲍勃一方本应拥有一个固定的量子态，该状态与爱丽丝一方（的状态）仅存在经典关联，而在其他方面是相互独立的。

## 影響與應用
EPR弔詭揭露了量子測量過程的基本非經典性質，從而推進了物理學者對於量子力學的了解。在EPR論文發表之前，測量時常被視為是一種物理攪擾，直接作用於被測量系統。例如，測量電子的位置可以想像為照射一束光波於電子，這會攪擾電子，造成電子動量的不確定性。在談述量子力學的科普文章裏，時常會遇見這類解釋。EPR弔詭指出這類解釋的錯誤之處，並且表明，測量一個粒子的性質，不需要直接攪擾這粒子，而可以改為測量在遙遠區域與這粒子相互糾纏的粒子。:309
很多正在研發中的科技倚賴量子糾纏為基本運作機制。在量子密碼學裏，糾纏粒子被用來傳遞信息，使用這種方法，任何竊聽動作必定會留下痕跡。在量子計算學裏，糾纏量子態可以做並行計算，使用這種方法，某些算法的運算速度比經典計算機快很多。:83-100

## 數學表述
使用量子力學的自旋形式論，可以對EPRB弔詭做數學表述。表現電子、正電子自旋量子態的態向量分別存在於二維複向量空間 {\displaystyle \mathbb {V} } ，每一個量子態對應於一個二維向量。朝著 {\displaystyle x} 、{\displaystyle y} 、{\displaystyle z} 方向的自旋算符，分別標記為 {\displaystyle S_{x}} 、{\displaystyle S_{y}} 、{\displaystyle S_{z}} ，以包立矩陣表示為：:9
{\displaystyle S_{x}={\frac {\hbar }{2}}{\begin{bmatrix}0&1\\1&0\end{bmatrix}},\quad S_{y}={\frac {\hbar }{2}}{\begin{bmatrix}0&-i\\i&0\end{bmatrix}},\quad S_{z}={\frac {\hbar }{2}}{\begin{bmatrix}1&0\\0&-1\end{bmatrix}}}；
其中，{\displaystyle \hbar } 是約化普朗克常數。
自旋算符 {\displaystyle S_{z}} 的本徵態表示為
{\displaystyle \left|+z\right\rangle ={\begin{bmatrix}1\\0\end{bmatrix}},\quad \left|-z\right\rangle ={\begin{bmatrix}0\\1\end{bmatrix}}}。
自旋算符 {\displaystyle S_{x}} 的本徵態表示為
{\displaystyle \left|+x\right\rangle ={\frac {1}{\sqrt {2}}}{\begin{bmatrix}1\\1\end{bmatrix}},\quad \left|-x\right\rangle ={\frac {1}{\sqrt {2}}}{\begin{bmatrix}1\\-1\end{bmatrix}}}。
電子-正電子對的向量空間是 {\displaystyle \mathbb {V} \otimes \mathbb {V} } ，電子向量空間與正電子向量空間的張量積。自旋單態是
{\displaystyle \left|\psi \right\rangle ={\frac {1}{\sqrt {2}}}{\bigg (}\left|+z\right\rangle \otimes \left|-z\right\rangle -\left|-z\right\rangle \otimes \left|+z\right\rangle {\bigg )}} ；
其中，在圓括弧內，第一個項目 {\displaystyle \left|+z\right\rangle \otimes \left|-z\right\rangle } 為量子態 I ，第二個項目 {\displaystyle \left|-z\right\rangle \otimes \left|+z\right\rangle } 為量子態 II 。
這自旋單態也可寫為
{\displaystyle \left|\psi \right\rangle ={\frac {-1}{\sqrt {2}}}{\bigg (}\left|+x\right\rangle \otimes \left|-x\right\rangle -\left|-x\right\rangle \otimes \left|+x\right\rangle {\bigg )}} ；
其中，在圓括弧內，第一個項目、第二個項目分別為量子態 I 、量子態 II 。
若要說明定域實在論怎樣被違背，必須先顯示出在愛麗斯測量電子的 {\displaystyle S_{z}} 之後，鮑勃的正電子的 {\displaystyle S_{z}} 已被唯一地決定，因此對應於一個實在因素；同樣的道理，鮑勃的正電子的 {\displaystyle S_{x}} 也對應於一個實在因素。這是由量子測量原理導致。當愛麗斯測量電子的 {\displaystyle S_{z}} 時，整個量子態 {\displaystyle |\psi \rangle } 塌縮成 {\displaystyle S_{z}} 的一個本徵態。假若測量結果為正值，則這意味著量子態 {\displaystyle |\psi \rangle } 在測量之後立刻經歷一個正交投影至以下量子態空間：
{\displaystyle \left|+z\right\rangle \otimes \left|\phi \right\rangle \quad \phi \in \mathbb {V} } 。
對於自旋單態，新量子態為
{\displaystyle \left|+z\right\rangle \otimes \left|-z\right\rangle } 。
類似地，假若愛麗斯的測量結果為負值，則量子態 {\displaystyle |\psi \rangle } 在測量之後立刻經歷一個正交投影至以下量子態空間：
{\displaystyle \left|-z\right\rangle \otimes \left|\phi \right\rangle \quad \phi \in \mathbb {V} } 。
因此，新量子態為:{\displaystyle \left|-z\right\rangle \otimes \left|+z\right\rangle } 。
這意味著鮑勃測量正電子的 {\displaystyle S_{z}} 所得到的答案已被唯一地決定。對於第一個案例，答案是負值，對於第二個案例，答案是正值。
剩下來需要做的就是證明，在量子力學裏，{\displaystyle S_{x}} 、{\displaystyle S_{z}} 不能同時擁有明確值。這是因為兩個算符不對易：
{\displaystyle \left[S_{x},S_{z}\right]=-i\hbar S_{y}\neq 0} 。
它們必須遵守不確定性原理：
{\displaystyle \left\langle (\Delta S_{x})^{2}\right\rangle \left\langle (\Delta S_{z})^{2}\right\rangle \geq {\frac {1}{4}}\left|\left\langle \left[S_{x},S_{z}\right]\right\rangle \right|^{2}} 。

## 歷史

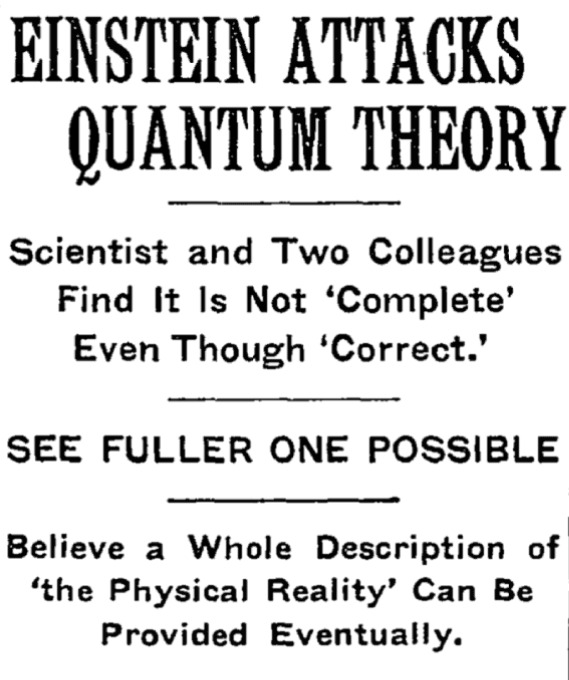
1935年5月4日，紐約時報首頁的頭條新聞標題。

在第五、六次索爾維會議，愛因斯坦分別提出兩個思想實驗，試圖凸顯不確定性原理為何不成立，從而質疑量子力學的正確性，然而，這兩次挑戰，都分別被玻爾成功駁回。愛因斯坦並不因此氣餒，雖然他開始接受量子力學的自洽性這事實，他仍舊認為量子力學不具有完備性。1935年，在普林斯頓高等研究院，他與博士後羅森、研究員波多爾斯基合作完成論文《物理實在的量子力學描述能否被認為是完備的？》並且發表於5月份的《物理評論》。:303波多爾斯基又發給紐約時報一份新聞稿，暗示已經找到量子力學的瑕疵。愛因斯坦為此非常氣憤，認為波多爾斯基過於誇大，從此再也不跟波多爾斯基講話。
很快地，這篇論文在量子力學界掀起一陣強風巨浪，沃爾夫岡·包立特別寫信要求大師維爾納·海森堡立即發表聲明，讓其他物理學者不會因這篇論文而被困惑。海森堡後來撰寫了一篇草稿，但他並沒有將之發表，因為玻爾已經開始帶頭反駁了。:307-308
玻爾是哥本哈根詮釋的創建者之一，他發現EPR論題相當奧妙，需要周詳地思考，他立刻放下手裡所有其它工作，專心研究EPR論題。同年7月，玻爾撰寫完畢反駁論文，以同論文名發表於10月份的《物理評論》。在這篇論文裏，他發掘出EPR思想實驗裡有一個弱點，即實在性判據要求「測量時對於系統不造成任何攪擾」，他指控這句話的語意含混不清。為了回應愛因斯坦先前提出的思想實驗，玻爾曾經多次提出，測量的動作會造成不可避免的物理攪擾。但是，EPR思想實驗裏，沒有物理攪擾的問題。因此，玻爾做出讓步，他不再主張「測量的動作會造成不可避免的物理攪擾。」替而代之，玻爾強調，被測量的微觀物體與做測量的儀器形成一個不容分割的整體，這就是為甚麼EPR思想實驗提出的實在要素判據，當應用於量子現象時，顯得含混不清。專門測量位置的儀器，可以用來準確地測量粒子A的位置，從而準確地預測粒子B的位置，但也因為不能準確地測量粒子A的動量，無法準確地測量粒子B的動量。實在要素判據應該將測量儀器與被測量的粒子共同納入考量。愛因斯坦和玻爾兩人彼此終生都沒有被對方說服。:308-311
同年，爱因斯坦和埃爾溫·薛定谔就EPR弔詭在书信中交换了意见。薛定谔表示，愛因斯坦可能已經捉到了量子力學的燕尾。他認為，「量子力學與相對論不相符合。」:313为了进一步显示量子力学的不完备性，他将量子力学应用到宏观效应中，从而构思了著名的薛定谔猫思想实验。
1953年，英国物理学家大卫·玻姆同样认为哥本哈根诠释对物理实在的解释是不完备的，需要附加的参量来描述，他从而提出隐變量理论。1965年，北爱尔兰物理学家约翰·贝尔在此基础上提出贝尔不等式，这为隐變量理论提供了实验验证方法。从二十世纪七十年代至今，对贝尔不等式的验证给出的大多数结果是否定的。
1991年，大衛·梅爾銘在一場講座裏直截了當的表示，「EPR論文有誤。」在稍後討論時，EPR作者之一，羅森很有禮貌的承認，「該論文無誤，它做了一些假設，然後給出邏輯的總結；該假設有誤。」

## 外部連結
- Einstein, A.; Podolsky, B.; Rosen, N. . Physical Review. May 1935, 47 (10): 777–780  [2015-04-19]. doi:10.1103/PhysRev.47.777. （原始内容存档于2015-03-26） （英语）.
  - 中文版由杜雪翻譯：正體、簡體，MIT OpenCourseWare。
- 沒有人看月亮時她是否還在那兒? --作者: 黃志偉

1. ↑  "Ob die {\displaystyle \psi _{B}} und {\displaystyle \psi _{\underline {B}}} als Eigenfunktionen von Observabeln {\displaystyle B,{\underline {B}}} aufgefasst werden können ist mir wurst>." Emphasis from the original. "Ist mir wurst" is a German expression that literally translates to "It is a sausage to me", but means "I couldn't care less". Letter from Einstein to Schrödinger, dated 19th June 1935.[11]